# Nosophora euspilalis
Nosophora euspilalis là một loài bướm đêm trong họ Crambidae.